# Plectiscidea hyperborea
Plectiscidea hyperborea är en stekelart som först beskrevs av Holmgren 1869.  Plectiscidea hyperborea ingår i släktet Plectiscidea och familjen brokparasitsteklar. Arten är reproducerande i Sverige. Inga underarter finns listade i Catalogue of Life.